# 布科沃茨鄉 (多爾日縣)
44°18′N 23°44′E / 44.300°N 23.733°E
布科沃茨鄉（羅馬尼亞語：Comuna Bucovăț, Dolj），是羅馬尼亞的鄉份，位於該國西南部，由多爾日縣負責管轄，面積83平方公里，海拔高度175米，2007年人口3,992，人口密度每平方公里48人。